# 宋明理學
宋明理學，即為兩宋至明代的儒學。雖然承襲自傳統儒學，但同時借鑒了道家甚至是道教和佛學的思想。
北宋嘉祐治平年間（1056年—1067年），儒學發展形成了王安石荊公學派、司馬光溫公學派、蘇軾的蜀學等派。
後來談兼性理而著名者，有周濂溪的濂學、张载的關中學派、二程（程顥、程頤）兄弟的洛學。後來洛學由朱熹發揚光大，在福建創出閩學。濂、洛、關、閩四學派，人稱理學四派。曾一度居正統之位的程朱理學是宋明理學的一支流，有時會簡稱為理學，並與陸象山（陸九淵）、王守仁（王陽明）的心學相對。
西方學術界通常將宋明理學稱為「新儒學」（英語：Neo-Confucianism，又譯新儒家），不同於自20世紀初發展、亦通稱為「新儒家」的當代新儒家（英語：New Confucianism）。

## 發展歷史
南北朝期間，道、佛成形，道家講玄理，佛家講空理。宋明理學雖以儒學內容為主，同時也借鑒了佛學和道教思想，講的則是「性理之學」。宋明儒者的學術，大致可以分為「北宋」、「南宋」，和「明代」三個階段。他們擺脫了唐代以來「疏不破注」的教條，慢慢培養了對經書懷疑的態度，從疑經走上了改經的道路。

### 宋朝
宋代以前，儒學的地位相對低落，社會思想風氣多受佛教與道教影響。自春秋戰國以降，儒家雖在政治與文化上具有一定影響力，但長期未能成為穩定的主導思想。秦朝時期，以法家為治國理念，推行嚴刑峻法；西漢初年則奉行「黃老之術」，主張無為而治，以道家思想調整政局；至唐代中後期，佛教傳入後迅速流行，成為社會思想與宗教生活的重要力量。宋初承五代十國之亂後，政治秩序雖漸趨穩定，但社會上佛、道二家依然盛行，士大夫階層亦多受其影響。此時部分學者認為道德淪喪、價值混亂，儒家經典雖仍在科舉考試中占有地位，但缺乏完整的哲學體系與時代適應力。直至北宋中期，隨著士人階層的振興與政治、學術需求的變化，儒學才逐漸復興。

#### 北宋
《宋元學案》〈泰山學案〉記載黃震所言：「宋興八十年，安定胡先生、泰山孫先生、俱徠石先生始以師道明正學，繼而濂、洛興矣。」胡先生、孫先生與石先生，即謂胡瑗、孫復與石介，此三人又名宋初三先生。
直至周敦頤、張橫渠、程顥、程頤才始為大宗，上承儒家經典，講仁與心性，又講格物窮理。熙宁三年以后，王安石變法引发党争，二程分别退居洛阳，理學在此后七年或十年达到成熟。

#### 南宋
南宋以後，儒學分為三派——程顥開胡五峰之「湖湘之學」，程頤開朱子之學，也就是程朱理學，代表者乃朱熹；陸九淵則受程顥影響，並引述孟子而開出心學一派。全祖望评价：“宋乾、淳以后，学派分而为三：朱学也，吕学也，陆学也。三家同时，皆不甚合。朱学以格物致知，陆学以明心，吕学则兼取其长，而复以中原文献之统润色之。门庭径路虽别，要其归宿于圣人则一也。”
北宋中叶以后，道学家的声势愈来愈浩大；南宋前期虽然政府几次三番下令禁止，并不能阻挡道学的流行和减削它的声望。南宋以後，只有朱陸二系傳續不絕。

### 元朝
元代在全國大規模興建書院，極大推動了理學的發展與傳播。延祐復科後，程朱理學成為科舉考試的內容，由此走上理學正統地位。

### 明朝
明朝中葉，王陽明承陸九淵而闡發心學，創立致良知之“陽明學”，集心學之大成。明末劉蕺山呼應胡五峰而盛言以心著性之義。明末王學亦走入末流，黃宗羲说：“明人讲学，袭《语录》糟粕，不以六经为根坻，束书而从事于游谈。”王是真说： “今之学者，偶有所偷窥，则欲尽废先儒之说而驾其上。不学，则借一贯之言，以文甚陋；无行，则逃之性命之乡，以使人不可诘问。”

### 清朝
理學在明朝推行八股文以後逐漸走入空谈，讀書人只懂尋章摘句皓首窮經，严重脱离实际，變成以学术为工具博取政治利益的手段。在清代更是成為衡量讀書人的唯一標準。康熙二十一年，康熙帝读了崔蔚林的文章，说“岸然自负为儒者”实在“可鄙”。又说： “伊以道学自居，然所谓道学未必是实。闻其居乡亦不甚好”。康熙说“今視漢宮內，務道學之名者甚多，考其究竟，言行皆背”、“在人主前作一等语，退后又别作一等语”。他曾说：“李光地、汤斌、熊赐履，皆讲道学之人，然而各不相合。”即使如此，康熙帝為了博取士大夫的支持，康熙五十一年（1712年）颁布诏令，以朱熹配享孔子庙，成為孔廟十哲之一，标志着程朱理学成为了官方学术。
清初發揚了漢學旗幟與宋理學對立，惠棟在評《毛詩注疏》時說：“宋儒之禍，甚於秦灰。”認為宋學偏離儒之本法太遠，應該回歸遠古考據「凡古必真，凡漢必好」。

### 現代
現當代儒家信仰者亦多崇奉宋明理學，而其中又分為程朱理學派及陸王心學派，形成了新儒家思想。

## 主要学派
宋明理学的主要学派，包括：
- 程頤与朱熹的程朱理学（以「理」为核心概念）
- 陆九渊与王阳明的心学（陆九渊參考程顥思想，以「心」为核心概念）
- 张橫渠、罗钦顺与王夫之的气学（以「气」为核心概念）
- 邵雍的「数」学派（以「数」为核心概念）
- 周敦颐的道学派（以「道」为核心概念）
- 陈亮与叶适的事功学派（以「事功」为核心概念）等

陆王心学于程朱理学日趋僵化之际，而盛于明代中后期。张橫渠、罗钦顺与王夫之的气学则于心学日趋式微之际，与事功学派合流而盛于清代。

## 思想
理學家有強烈的社會使命感，自視為「天民之先覺」，以天下為己任，要建立天下有道的社會。
理學參照佛教禪宗而調整自己的思想結構，在修養方法以至世俗倫理都吸收了禪宗的成份，但理學又批判並超越了禪宗。程頤的「存養工夫」便從六祖慧能得來，理學強調超越之「理」，即自佛教的超越的「心」轉移而來。
理學相信有「天理」，「理」在事上又在事中，人生在世必須在各自的崗位上做事以完成理分，即盡本份。佛教只強調「靜」的存心養性，理學則強調「敬」，「敬貫動靜」，不但是通向價值之源的超越境域，也是成就此世之事的精神憑藉，是入世做事的行動原則。敬就是一種全神貫注的心理狀態，演變成中國社會的「敬業」精神。理學強調勤勞勤學，愛惜光陰，認真把事做好，反對閑反對懶，也有類似禪宗「一日不作，一日不食」的倫理觀念。

## 評價
- 钱谦益说“制科之习比于俚，道学之习比于腐，斯二者皆俗学也。”[13]又说：“学者之治经也，必以汉人为宗主，……汉不足，求之于唐，唐不足，求之与宋，唐宋皆不足，然后求之于近代。”[14]
- 顾炎武曾痛责明末以来的清谈理学“刘石乱华，本于清谈之流祸，人人知之。孰知今日之清谈，有甚于前代者。昔之清谈老庄，今之清谈孔孟”。顾炎武還在《与施愚山书》中提出：“古之所谓理学，经学也；今之所谓理学，禅学也。”[15]
- 颜元稱：以為“秦火之后，汉儒掇拾遗文，遂误为训诂之学。晋人又诬为清谈，汉唐又流为佛老，至宋而加甚矣。僕尝有言，训诂、清谈、禅宗、乡愿，有一皆足以惑世诬民，而宋人兼之，乌得不晦圣道误苍生至此也！僕窃谓其祸甚于杨墨，烈于嬴秦。每一念及，辄为太息流涕，甚则痛哭！”[16]又指责“宋元来儒者，却习成妇女态，甚可羞。无事袖手谈心性，临危一死报君王，即为上品也”[17]。其门生王源评价其虚伪性：“明季流贼之祸，皆阳明所酿也”。
- 余英时说：“理学家虽然以政治主体的‘共治者’自待，但毕竟仍旧接受了‘君以制命为职’的大原则。”[18]

## 代表人物
- 周敦頤
- 張橫渠
- 程顥
- 程頤
- 朱熹
- 陸九淵
- 王守仁
- 罗钦顺

## 研究書目
- 錢穆，《宋明理學概述》
- 余英時，《宋明理學與政治文化》，允晨文化實業股份有限公司 ，ISBN 9789570329780
- 陳榮捷，《宋明理學之概念與歷史》，台灣中央研究院文哲研究所，1996，ISBN 9789576714351
- 土田健次郎著，朱剛譯：《道學之形成》（上海：上海古籍出版社，2010）。
- Peter K. Bol（包弼德）著，王昌偉譯：《歷史上的理學》（杭州：浙江大學出版社，2010）。
- 張君勵：《新儒家思想史》（北京：中國人民大學出版社，2006）。
- Chan, Wing-tsit, A Sourcebook of Chinese Philosophy (Princeton, Princeton University Press, 1963)
- Chan, Wing-tsit, trans. Instructions for Practical Living and Other Neo-Confucian Writings by Wang Yang-ming. New York: Columbia University Press, 1963.
- Daehwan, Noh. "The Eclectic Development of Neo-Confucianism and Statecraft from the 18th to the 19th Century," Korea Journal (Winter 2003).
- Tu Weiming. Neo-Confucian Thought in Action: Wang Yang-ming’s Youth (1472–1509). Berkeley and Los Angeles: University of California Press, 1976.
- Tu Weiming. Confucian Thought: Selfhood As Creative Transformation. New York: State University of New York Press, 1985.